# Les Enfants perdus (téléfilm)
Pour les articles homonymes, voir Enfants perdus (homonymie).
Les Enfants perdus (Homecoming) est un téléfilm américain réalisé par Mark Jean, créé en 1996 et diffusé sur M6 en juillet 2011 à la télévision. Hanna R.Hall joue également dans Virgin Suicide.

## Synopsis
Dicey, James, Sammy et Maybeth Tillerman sont les 4 enfants de cette famille très pauvre et de leur mère Liza Tillerman. La nuit elle les réveille et leur apprend qu'ils vont déménager près de la mer et aller voir leur tante. Les enfants montent dans la voiture avec les seuls habits qui ont sur eux. Sur la route, ils font une pause près d'un grand supermarché. La mère s'absente mais ne revient pas. Dicey, James Sammy et Maybeth abandonnent la voiture.
Les 4 enfants pauvres partent seuls à pied avec le peu d'argent qu'ils ont sur eux pour aller voir leur fameuse tante.
Ils voyagent pendant plusieurs jours mais la fatigue et la saleté arrive vite. Lorsqu'ils arrivent chez leur tante nommée Eunice Logan, elle leur avoue qu'elle ne pourra garder que deux d'entre eux et donner les deux autres. Dicey n'est pas d'accord. Ils apprennent aussi qu'ils ont une grand-mère du nom d'Abigail Tillerman. La nuit, les 4 enfants s'enfuient de la maison et partent à la recherche de leur grand-mère.
Ils arrivent dans la ville où se trouve Abigail. Dicey apprend par une vendeuse qu'Abigail est une vieille folle. Elle a peur pour James Sammy et Maybeth et les laisse près du port et promet de venir les rechercher pour d'abord aller voir elle-même comment est leur grand-mère. Dicey trouve la maison qui est une jolie ferme, et fait connaissance d'Abigail. Dicey trouve qu'elle a un mauvais caractère mais lui propose de les héberger et en retour elle travaillera avec ses frères et sa sœur. La grand-mère accepte mais seulement une nuit d'hébergement. Dicey ramène James Sammy et Maybeth. Ils travaillent tôt et la grand-mère semble s'attacher à eux. Les enfants aussi et ne veulent plus repartir...

## Fiche technique
- Réalisateur : Mark Jean
- Scénario : Christopher Carlson, d'après le livre de Cynthia Voigt
- Photographie : Toyomichi Kurita
- Musique : W.G. Snuffy Walden
- Montage : Nancy Richardson
- Décors : James McAteer
- Costumes : Mary Partridge-Raynor
- Durée : 100 min
- Date de diffusion : 1996

## Distribution
- Anne Bancroft : Abigail Tillerman
- Kimberlee Peterson : Dicey Tillerman
- Trevor O'Brien : James Tillerman
- William Greenblatt : Sammy Tillerman
- Hanna R. Hall : Maybeth Tillerman
- Anna Louise Rchardson : Liza Tillerman
- Bonnie Bedelia : Eunice Logan
- Jacque Lynn Colton : Millie
- R.D. Reid : le gardien
- Kenner Ames : l'employé de la station service
- Roger Dunn : Père Joseph
- Scott Michael Campbell : Windy
- Richard Fitzpatrick : Détective Gordo